# Sportplatz Utogrund
Het Utogrund is een multifunctioneel stadion in Zürich, een stad in Zwitserland. In het stadion is plaats voor 2.800 toeschouwers. Het stadion wordt vooral gebruikt voor atletiek- en voetbalwedstrijden, de voetbalclub SC Young Fellows Juventus maakt gebruik van dit stadion.

## Historie
Vanaf 1911 zoekt de voetbalclub FC Zürich een vervanger van het stadion Hardau, dat werd door Zürich gebuikt als traningsstadion. Daarom liet de club stadion Utogrund bouwen. Het stadion werd geopend in 1912. Er was één tribune. Op 27 juni 1920 werd er een interland afgewerkt tussen het Zwitserse elftal en Duitsland. FC Zürich speelde er korte tijd, maar verhuisde al vrij snel naar het in 1925 geopende Letzigrund. In datzelfde jaar verkocht de club stadion Utogrund. 
In 2016 was er in dit stadion een internationale rugbywedstrijden tussen Zwitserland en Malta tijdens de Suisse Rugby Dag.

## Voetbalinterlands
| Voetbalinterlands | Voetbalinterlands | Voetbalinterlands       | Voetbalinterlands | Voetbalinterlands | Voetbalinterlands |
| №                 | Datum             | Wedstrijd               | Uitslag           | Competitie        | Toeschouwers      |
| ----------------- | ----------------- | ----------------------- | ----------------- | ----------------- | ----------------- |
| 1                 | 27 juni 1920      | Zwitserland – Duitsland | 4–1               | Vriendschappelijk | 8.000             |